# Dompierre, Orne

Dompierre este o comună în departamentul Orne, Franța. În 1 ianuarie 2022 avea o populație de 384 de locuitori.